# Yutaka Haniya

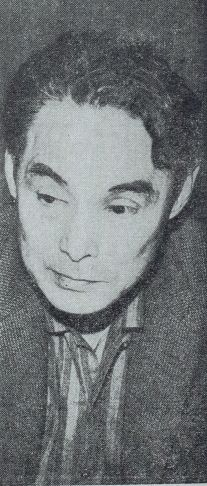
Haniya Yutaka

Yutaka Haniya (en japonés: 埴谷 雄高, Taiwán, 19 de diciembre de 1909-Tokio, 19 de febrero de 1997) fue un escritor japonés.

## Biografía
Nació en la entonces colonia japonesa de Taiwán en una familia de samuráis. Tenía una salud débil y sufrió tuberculosis en su adolescencia.
Interesado inicialmente por el anarquismo, se unió al Partido Comunista Japonés en 1927, tras una condena en prisión de 1932 a 1933, se retiró de la política y se dedicó por completo a la literatura. En su estancia en prisión, se interesó por “Crítica de la razón pura” de Kant.
Tras la Segunda Guerra Mundial, fundó la revista literaria Kindai Bungaku, donde publicaron, entre otros, a Kōbō Abe.
Recibió el Premio Tanizaki en 1970.